# Кенігсвінтер
Кенігсвінтер (нім. Königswinter) — місто в Німеччині, знаходиться в землі Північний Рейн-Вестфалія. Підпорядковується адміністративному округу Кельн. Входить до складу району Райн-Зіг. Розташоване безпосередньо на схід від Бонна.
Площа — 76,19 км2. Населення становить 41 122 ос. (станом на 31 грудня 2020).